# Lepidopilum langsdorffii
Lepidopilum langsdorffii là một loài rêu trong họ Daltoniaceae. Loài này được Hook. Müll. Hal. mô tả khoa học đầu tiên năm 1847.